# Kanton Blangy-le-Château
Blangy-le-Château is een voormalig kanton van het Franse departement Calvados. Het kanton maakte deel uit van het arrondissement Lisieux. Het werd opgeheven bij decreet van 17 februari 2014, met uitwerking op 22 maart 2015. Met uitzondering van Manerbe werden de gemeenten overgedragen naar het kanton Pont-l'Évêque.

## Gemeenten
Het kanton Blangy-le-Château omvatte de volgende gemeenten:
- Les Authieux-sur-Calonne
- Blangy-le-Château (hoofdplaats)
- Bonneville-la-Louvet
- Le Breuil-en-Auge
- Le Brévedent
- Coquainvilliers
- Le Faulq
- Fierville-les-Parcs
- Manerbe
- Manneville-la-Pipard
- Le Mesnil-sur-Blangy
- Norolles
- Saint-André-d'Hébertot
- Saint-Philbert-des-Champs
- Le Torquesne